# Arcuphantes hamadai
Arcuphantes hamadai är en spindelart som beskrevs av Ryoji Oi 1979. Arcuphantes hamadai ingår i släktet Arcuphantes och familjen täckvävarspindlar. Inga underarter finns listade i Catalogue of Life.